# نورمن ملوی
نورمن ملوی (انگلیسی: Norman Malloy; ۲۷ سپتامبر ۱۹۱۳ – ۱۵ اوت ۱۹۸۲) بازیکن هاکی روی یخ اهل کانادا بود.